# Цеберка
Цеберка (укр. Цеберка) — село на Украине, основано в 1870 году, находится в Романовском районе Житомирской области.
Население по переписи 2001 года составляет 50 человек. Почтовый индекс — 13000. Телефонный код — 4146. Занимает площадь 45,2 км².

## История
В 1946 году указом ПВС УССР село Сяберка переименовано в Цеберку.

## Адрес местного совета
13002, Житомирская область, Романовский р-н, с. Ольшанка